# Renova oscari
Renova oscari es un pez de agua dulce, la única del género monotípico Renova de la familia de los rivulinos en el orden de los ciprinodontiformes. Se comercializan en acuariofilia, peros on muy difíciles de mantener en acuario.
Con un bello colorido a listas horizontales, la longitud máxima descrita es de 4,7 cm.

## Distribución y hábitat
Se distribuyen por ríos de América del Sur, en la cuenca hidrográfica del río Orinoco, en Venezuela.
Son peces de agua dulce en arroyos y aguas estancadas, de comportamiento bentopelágico no migratorio, que prefieren aguas tropicales.